# خرم أباد (باراندوز)
خرم أباد هي قرية في مقاطعة أرومية، إيران. عدد سكان هذه القرية هو 253 في سنة 2006.